# Unorganized Borough
Unorganized Borough az Amerikai Egyesült Államok Alaszka államának azon része, ahol nem működik megyei szintű önkormányzat, ezért itt az alapvető megyei feladatokat az állam szervei látják el. Alaszka területének mintegy fele tartozik ide, de legnagyobb része lakatlan vagy ritkán lakott. Legnagyobb városa Bethel. Lakosainak száma 81 803 fő (2000).

## Népesség
A megye népességének változása:

| 2000 | 81 803 |